# J. T. Holmes
J. T. Holmes Jr. (* 21. Juni 1980 in Boston, Massachusetts) ist ein US-amerikanischer Extremskifahrer, Basejumper und Stuntman. Er wurde vor allem durch seine Zusammenarbeit mit Shane McConkey bekannt und wirkt als Stunt-Perfomer und -koordinator an diversen Hollywood-Produktionen mit.

## Biografie

### Kindheit und Jugend
J. T. Holmes wurde als Sohn kalifornischer Eltern in Boston geboren. Ab seinem achten Lebensmonat wuchs er wohlbehütet in Palo Alto in der San Francisco Bay Area auf. Das Skifahren erlernte der Sohn eines Chirurgen in Squaw Valley, wo er später das Internat besuchte. Als Teenager versuchte er sich als Freestyle-Skier auf der Buckelpiste und trat auf den Spuren des späteren Olympiasiegers Jonny Moseley der örtlichen Mannschaft bei. 1995 lernte er in einer Trainingspause Shane McConkey kennen. Als er den 25-Jährigen fragte, was er beruflich mache und warum er an einem Dienstagnachmittag nichts Wichtigeres zu tun habe als skizufahren, soll dieser geantwortet haben: „I’m a rock star pro skier, man.“ Von dieser Begegnung inspiriert, strebte Holmes ebenfalls eine Karriere als professioneller Skifahrer an. Der zehn Jahre ältere McConkey wurde sein Freund und Mentor. Um sich ein Jahr ganz dem Skifahren widmen zu können, absolvierte er seinen Highschool-Abschluss innerhalb von nur drei Jahren.

### Freeskiing und Basejumping
Holmes begann noch in jungen Jahren an Freeride-Wettkämpfen teilzunehmen. Sein erster Contest waren die All Mountain Extremes 1995 in Squaw Valley, drei Jahre später erreichte er bei einer ähnlichen Veranstaltung in Kirkwood Platz zwei. Größere Aufmerksamkeit erregte er in den folgenden Wintern jedoch an der Seite McConkeys. Die beiden drehten nicht nur gemeinsam Skifilme, McConkey konsultierte den als technisch versiert geltenden und in der Zeitschrift Skiing als „cool police“ beschriebenen Teenager auch in Stilfragen:

“He’s good at everything – Freeskiing, Alaska, park tricks – I respect him for that… I think he’s a lot like me.”

„Er ist gut in allem – Freeskiing, Alaska, Parktricks – dafür respektiere ich ihn… Ich denke, er ist mir sehr ähnlich.“

Während er an der University of Utah studierte, vertiefte Holmes die Zusammenarbeit mit McConkey, drehte mit Matchstick Productions, Warren Miller und Teton Gravity Research, und unterschrieb Sponsorenverträge mit K2 Sports und Völkl. Einen Tag nach seinem 22. Geburtstag absolvierte er – ohne Erfahrung im Fallschirmspringen – von der Perrine Bridge in Idaho seinen ersten Basejump, nur sechs Monate später von Lover’s Leap in der Tahoe-Region den ersten Ski-Basejump. 2004 sprang er gemeinsam mit McConkey von der Eiger-Nordwand, was seinem Freund eine Nominierung für den Laureus World Sports Award einbrachte. Ab 2007 kombinierten die beiden Materialtüftler ihre Ski-Basejumps als erste Athleten überhaupt mit dem Wingsuit-Fliegen. 2009 kam McConkey in Begleitung von Holmes bei einem missglückten Ski-Basejump vom Sass Pordoi ums Leben.
Nach dem Unfalltod seines Freundes setzte J. T. Holmes seine Laufbahn als Skisportler und Basejumper fort. Unter anderem sprang er von einer 80-Meter-Felswand bei Chamonix und machte im Zuge eines Pirelli-Werbedrehs auf der Baffininsel einen simultanen Ski-Basejump mit Timy Dutton und Jesse Hall. Nebenbei nahm er vereinzelt an Wettkämpfen der Freeride World Tour teil. 2012 bewarb er das neue Headset Google Glass, indem er mit Wingsuit aus einem Luftschiff über San Francisco absprang, auf dem Dach des Moscone Center landete und im Auditorium zusammen mit anderen Stuntleuten von Google-Mitgründer Sergey Brin empfangen wurde. Als neue sportliche Herausforderung entdeckte er das Speedriding, eine Kombination aus Skifahren und Paragleiten, für sich.
2016 geriet er in Alaska unter eine Lawine und blieb fast sieben Minuten lang verschüttet, überlebte aber unverletzt. Außerdem startet er bei Autorennen wie der Baja 500.

### Hollywood
Aufbauend auf seiner Erfahrung mit Skifilmen begann der „Adrenalin-Enthusiast“ Holmes an Hollywood-Produktionen mitzuwirken. Nachdem er bei Transformers 3, Hangover 3 und Gareth Edwards Godzilla verschiedene Arten von Luft-Stunts koordiniert hatte, trat er 2015 in Fast & Furious 7 erstmals selbst als Stuntman in Erscheinung. Danach war er als Stunt-Darsteller, Koordinator und Rigger vor allem an diversen Fernsehserien beteiligt.
J. T. Holmes lebt in einem Haus am Rande des Skigebiets Palisades Tahoe. Er steht bei der Skifirma von Bode Miller unter Vertrag.

## Erfolge (Auswahl)
- 1995: 5. Platz (?) All Mountain Extremes Squaw Valley
- 1998: 2. Platz Freeride Championships Kirkwood

## Filmografie
Darsteller
- 2002: Ski Movie 3: The Front Line
- 2004: Yearbook
- 2006: Push
- 2009: Dynasty
- 2009–2015: 60 Minutes (Fernsehserie, 2 Episoden)
- 2012: Ultimate Rush (Fernsehserie, 3 Episoden)
- 2013: Ticket to Ride
- 2013: McConkey (Dokumentarfilm)
- 2014: The Line (Fernsehserie)
- 2014: No Turning Back
- 2014–2018: Miles Above: The Red Bull Air Force (Fernsehserie, 23 Episoden)
- 2016: 60 Minutes Sports (Fernsehserie, 1 Episode)
- 2016: Chasing Shadows
- 2016: Here, There & Everywhere
- 2017: Dust 2 Glory
- 2017: Line of Descent
- 2019: Running with the Devil
- 2020: Playing a Round with Paige Renee (Podcast, 1 Episode)
- 2021: Climate Games (Fernsehserie)
- 2021: Physics Girl (Miniserie, 1 Episode)
- 2021: Winter Starts Now

Stunts
- 2011: Transformers 3 (Transformers: Dark of the Moon)
- 2013: Hangover 3 (Hangover: Part III)
- 2014: Godzilla
- 2015: Fast & Furious 7 (Furious 7)
- 2016: Rush Hour (Fernsehserie, 1 Episode)
- 2017: Thin Ice
- 2018: Blindspot (Fernsehserie, 1 Episode)
- 2019: The Mustang
- 2019: Tom Clancy’s Jack Ryan (Fernsehserie, 1 Episode)
- 2020: S.W.A.T. (Fernsehserie, 1 Episode)
- 2021: The Falcon and the Winter Soldier (Fernsehserie, 1 Episode)
- 2021: MacGruber (Fernsehserie, 2 Episoden)
- 2022: Chip und Chap: Die Ritter des Rechts (Chip ‘n Dale: Rescue Rangers)
- 2023: Heart of Stone
- 2023: Weak Layers
- 2023: Rebel Moon – Teil 1: Kind des Feuers (Rebel Moon – Part One: A Child of Fire)